# CUBE 一度入ったら、最後
『CUBE 一度入ったら、最後』（キューブ いちどはいったら、さいご）は、2021年10月22日公開の日本の映画。監督は清水康彦、主演は菅田将暉。
1997年に公開されたカナダ映画『キューブ』のリメイク作品。オリジナル版の監督であるヴィンチェンゾ・ナタリがクリエイティブ協力として参加した初の公認リメイク作品だが、結末は日本版独自のものとなる。

## 登場人物
後藤裕一〈29〉
演 - 菅田将暉
頭脳明晰なエンジニア。
甲斐麻子〈37〉
演 - 杏
団体職員。常に冷静だが、時折ミステリアスな雰囲気を漂わせる。
越智真司〈31〉
演 - 岡田将生
コンビニに勤務するフリーター。人懐っこい一方で、過去の一件から年上や権力者を嫌っている。
また、精神的に脆い部分もあり、想定外の状況に対してパニック状態に陥る場面も。
最初の男
演 - 柄本時生
宇野千陽〈13〉
演 - 田代輝
中学生。本来は社交的な人物だったが、過去に受けたいじめの影響で、現在は他者に対して心を閉ざしている。
後藤博人
演 - 山時聡真
裕一の弟。
井手寛〈41〉
演 - 斎藤工
整備士。責任感が強い性格で、妻の命を救おうと何とか脱出を試みる。
安東和正〈61〉
演 - 吉田鋼太郎
広告代理店役員。出世のためには手段を選ばない人物。

## スタッフ
- 原案：ヴィンチェンゾ・ナタリ『CUBE』
- 監督：清水康彦
- 脚本：徳尾浩司
- 音楽：やまだ豊
- 主題歌：星野源「Cube」（スピードスターレコーズ）[9][10]
- エグゼクティブプロデューサー：吉田繁暁
- プロデューサー：石田聡子、舩津晶子
- 映像デザイン・撮影：栗田豊通
- コンセプトデザイン：カイル・クーパー
- クリエイティブアドバイザー：ヴィンチェンゾ・ナタリ
- 美術：橋本直征
- カメラオペレーター：川上智之
- 照明：上野甲子朗
- 録音：栗原和弘
- 編集：今井剛
- VFXプロデューサー：浅野秀二
- 音響効果：堀内みゆき
- 記録：丹波春乃
- 音楽プロデューサー：高石真美
- 宣伝プロデューサー：松浦由里子
- アソシエイトプロデューサー：松田裕佑、大庭闘志
- 監督補：塩崎遵
- プロダクションマネージャー：小松次郎
- ラインプロデューサー：大熊敏之
- In association with Lionsgate Entertainment / 甲田申由 / Headspace Inc.
- 制作プロダクション：松竹撮影所
- 制作協力：松竹映像センター
- 企画・配給：松竹
- 製作：「CUBE」製作委員会（松竹、イオンエンターテイメント、ポニーキャニオン、GYAO、松竹ブロードキャスティング）

## 評価
キネマ旬報社が運営するKINENOTEの「キネ旬Review」では、井上淳一は「本作に関わった人たち、これを面白いと思ったの？ 誰も何も言わなかったの？ 映画愛を疑う」と低評価を与え、古賀重樹は「古典性、社会性がこの映画を凡庸なものにしている。結果としてどの人物もステレオタイプで、深みを感じられない」とコメントし、ライターの服部香穂里は「老若男女の人物像に未消化さが残る分、その内面や背景に深く踏み込もうとするほど、話がリアルさから逸脱していく歯がゆさも感じられた」と評した。